# گمینا الکساندروو (استان ووتسکی)
گمینا الکساندروو (استان ووتسکی) (به لهستانی:  Gmina Aleksandrów) یک گمینا در لهستان است که در شهرستان پیوترکوف واقع شده‌است. گمینا الکساندروو ۱۴۴٫۰۲ کیلومتر مربع مساحت و ۴٬۵۱۴ نفر جمعیت دارد.